# La Palma (Cartagena)
La Palma es una población y  diputación del término municipal de Cartagena, situada en el Campo de Cartagena, en la comunidad autónoma de Murcia en España. Con 4612 habitantes (INE, 2008), es una de las diputaciones más importantes de la zona rural de Cartagena. Linda con las diputaciones cartageneras de Pozo Estrecho, Lentiscar, San Félix y Los Médicos.

## Historia
La Palma fue fundada por pastores de la Mesta en el siglo XVI (año 1505), en torno a una palmera y un pilón que daban de beber al rebaño: esta palmera fue la que dio nombre al pueblo. Ya en el siglo XVIII se la intentó organizar en un falansterio al modelo de Charles Fourier, aunque fracasó estrepitosamente. En 2005, La Palma celebró su V Centenario, celebración que fue llevada a cabo por una comisión creada por la Asociación de Vecinos de La Palma. Con motivo de esta celebración se erigió un conjunto escultórico obra de la artista palmesana Mayte Defruc.

## Aldeas y caseríos
La diputación de la Palma comprende, además del pueblo en sí, numerosas aldeas y caseríos: La Aparecida, Los Ingleses, Los Balanzas, Lo Campero, Los Carriones, Los Conesas, Fuente Amarga, Palma de Arriba, y Los Salazares.

## Cultura y zonas de interés
La Palma cuenta con una iglesia del siglo XVIII que ha sido recientemente restaurada. El templo está consagrado a Santa Florentina, su patrona, en honor de la cual se efectúan las fiestas patronales, el 14 de marzo de cada año.
La Palma es famosa por ser el hogar del trovero José María Marín, en honor del cual se irguió un monumento.
Se realiza anualmente en la Palma un certamen de Comedias y unos Juegos Florales que en 2006 celebraron su XXXIII edición y es la cuna del grupo folclórico "Ciudad de Cartagena".
La Palma cuenta con un Centro de Atención a la Infancia, un colegio de educación primaria, un instituto de educación secundaria con el nombre de "I.E.S Carthago Spartaria", un pabellón de deportes, una biblioteca cuya fachada cuenta con el trabajo de la artista visual Carmen Casanova (https://www.carmencasanova.es), un centro cívico donde se imparten diversas clases de danza y se celebran certámenes de teatro y un hotel familiar () activo desde 1900 que originariamente fue una posada.

## Museo del bolillo
La Palma es también conocida por su tradición en el encaje de bolillos. Todos los años se produce una concentración de encajeras de bolillo, y cuenta con el Museo Regional del Bolillo de La Palma.

## Economía
Tradicionalmente, la Palma se ha dedicado a la agricultura y al sector primario, pero actualmente existe un polígono industrial y numerosas empresas, han ocasionado que el pueblo haya crecido progresivamente[cita requerida].

## Galería de imágenes

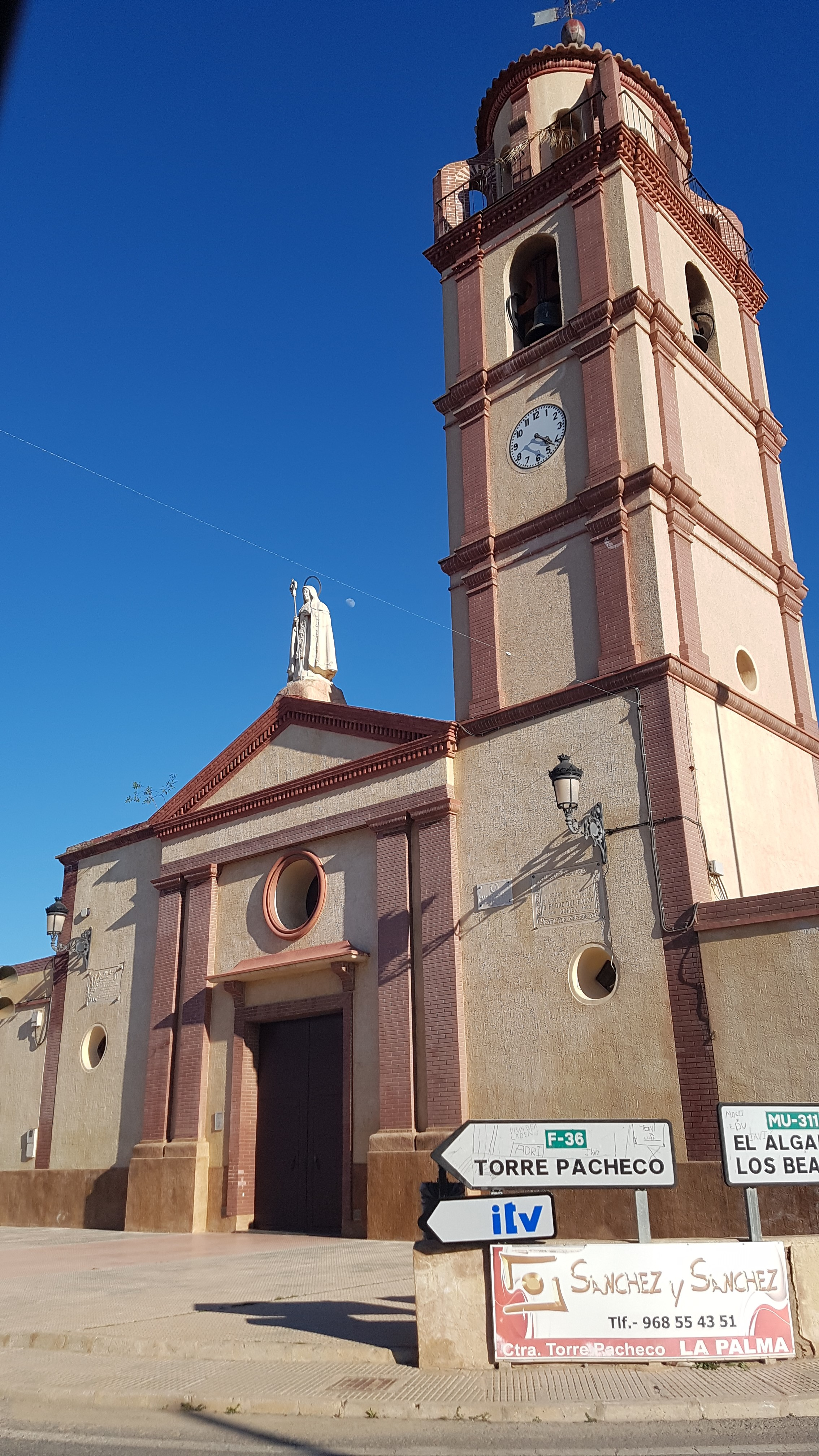
Iglesia de La Palma
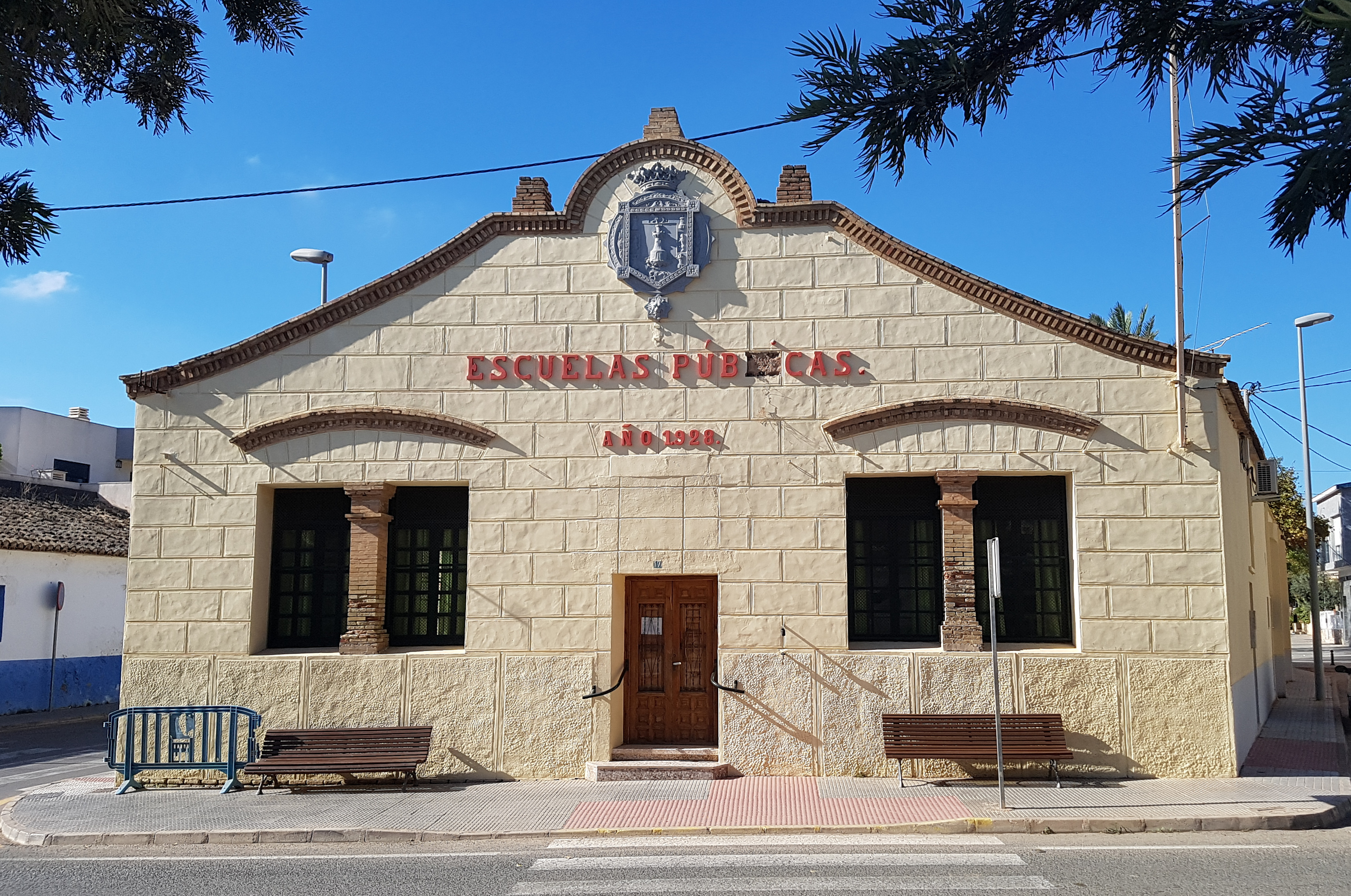
Escuelas públicas, construidas en 1928.
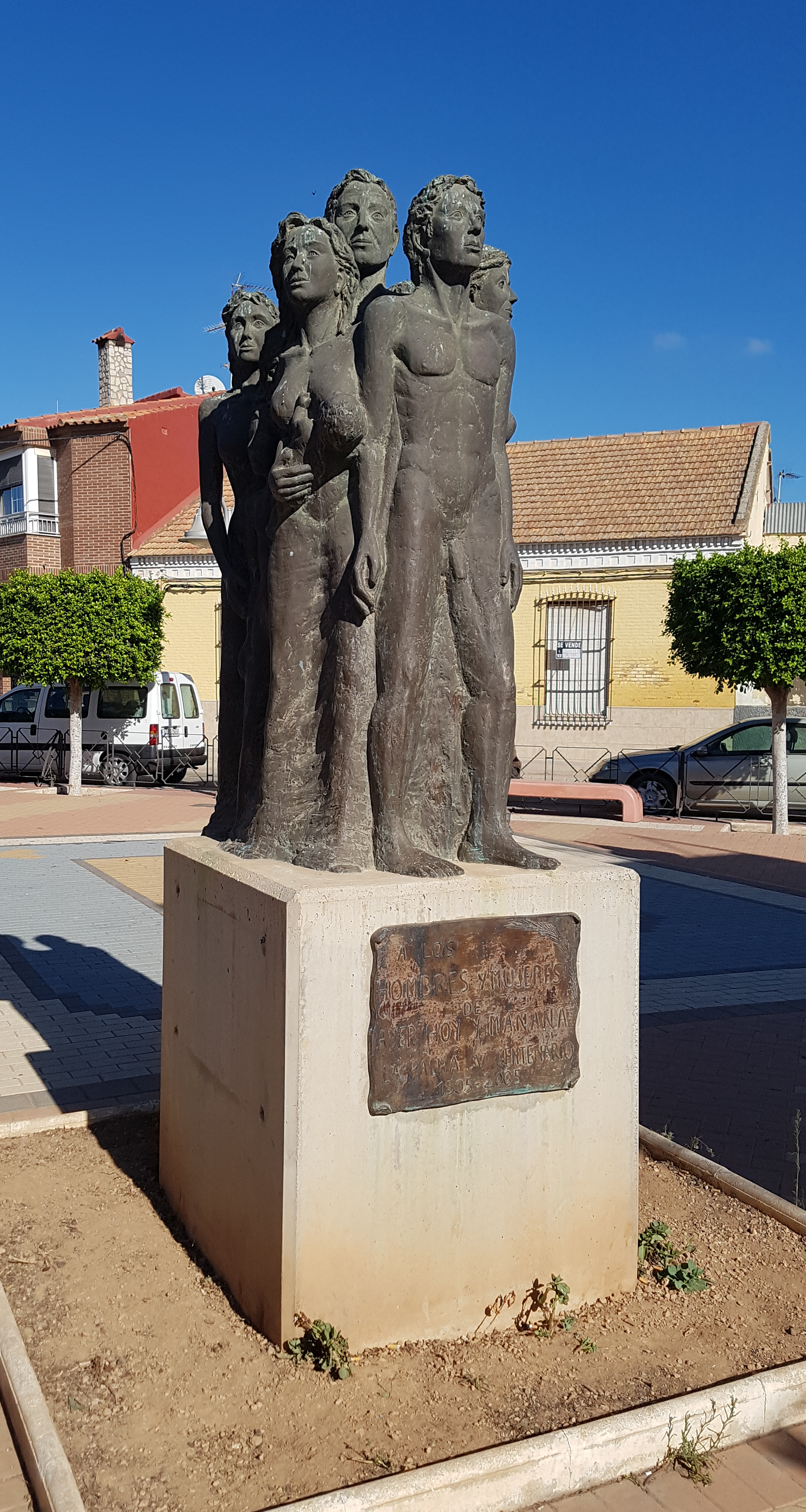
Estatua por el quinto centenario de la fundación de La Palma, obra de Maite Defruc.

## Transporte y comunicaciones

### En autobús
Las siguientes líneas urbanas de ALSA (TUCARSA) prestan servicio a la localidad:
| Línea | Recorrido                                         |
| ----- | ------------------------------------------------- |
| 21    | Cartagena - Los Urrutias - Playa Honda            |
| 24    | Cartagena (Paseo de Alfonso XIII) - Pozo Estrecho |

Además, las siguientes líneas interurbanas de Movibus también sirven a la localidad:
| Línea | Recorrido                                                                           |
| ----- | ----------------------------------------------------------------------------------- |
| 45    | Cartagena - Torre Pacheco - Roldán - Balsicas                                       |
| 411   | Cartagena - Torre Pacheco - Dolores de Pacheco - San Javier - San Pedro del Pinatar |